# Эль-Каб
Эль-Каб (древнеегип. Нехеб (nḫb), др.-греч. Είλειθυίας πόλις; араб. الكاب‎) — небольшая деревня в Верхнем Египте, расположение древнеегипетского города Нехеба на восточном берегу Нила напротив Иераконполя. Столица III верхнеегипетского нома Нехен со времени XVIII династии.
В эллинистический период переименован в Илитиополь в честь богини Илитии, дочери Зевса и Геры, покровительницы родов и рожениц.

## История

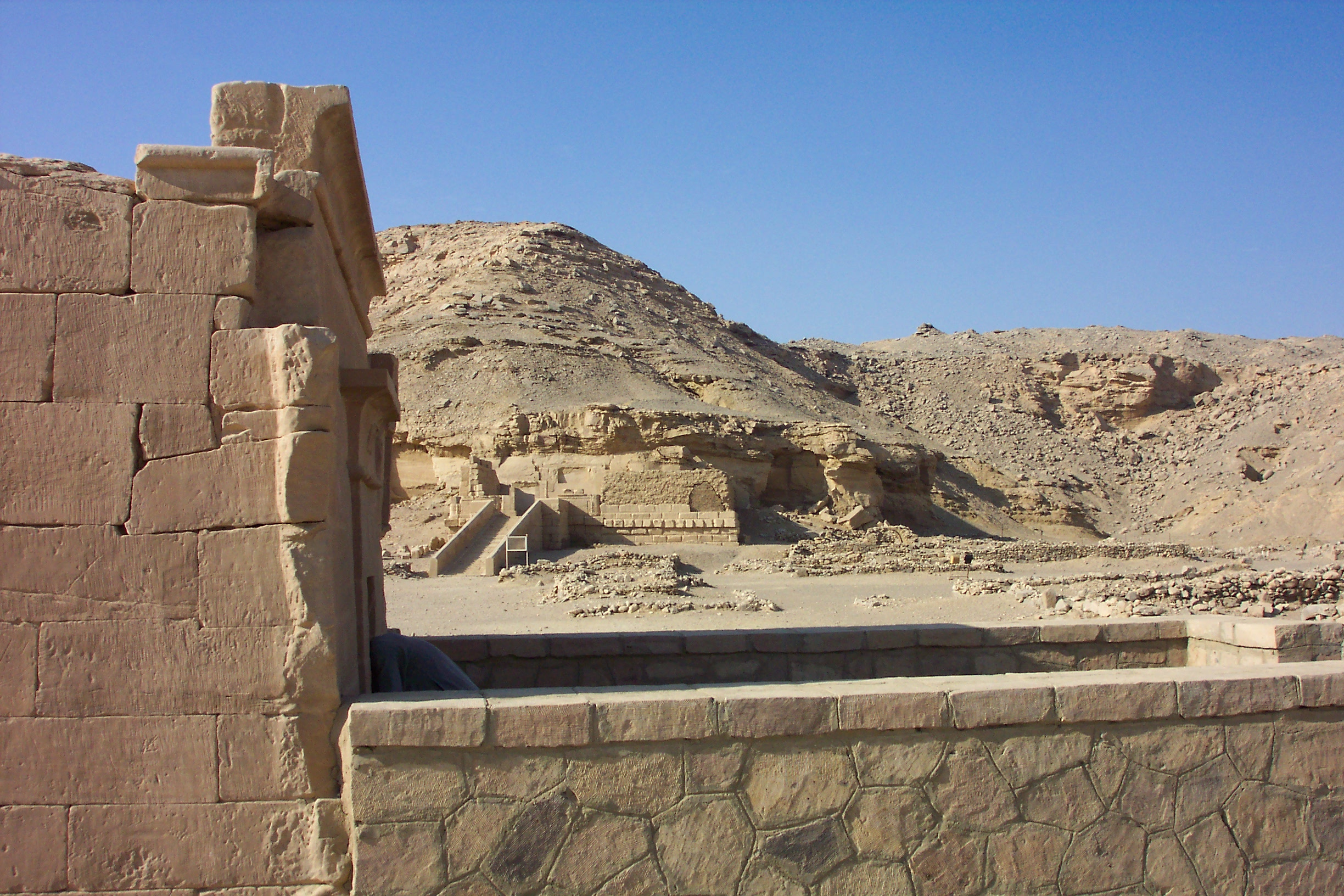
На переднем плане — святилище Тота, построенное Сетау (XIX династия), на заднем плане — скальный храм птолемеевского периода

В период древнеегипетской цивилизации был культовым центром богини Нехбет.
Город оставался важным населённым пунктом вплоть до арабского вторжения в VIII-ом веке нашей эры, когда он был почти полностью разрушен.
Сегодня, можно увидеть здесь руины города (главным образом стены фараона Нектанеба I), храмы, гробницы и граффити различных эпох. К наиболее известным памятникам относятся гробницы сановников времени Нового царства: Пахери, Ренини, Сетау и Яхмоса сына Абаны.
Впервые научные исследования здесь провёл английский египтолог Джеймс Квибелл в конце XIX века.